# Wenno
Wenno von Rohrbach, anche noto come Winno, Vinno, Winne o semplicemente Wenno (XII secolo – Livonia, 1209), fu il primo Gran Maestro (Herrmeister) dell’Ordine dei Cavalieri Portaspada, a capo di questo dal 1204 fino alla sua morte.

## Biografia

### Le fonti
Le poche informazioni di cui si dispone su Wenno sono riportate da Enrico di Livonia nelle sue cronache del 1209-1238 circa, così come la Cronaca rimata della Livonia del 1290. Ermanno di Wartberge lo menziona in un breve passo in un testo scritto poco prima del 1380.

### La vita
Non si hanno notizie relativamente alla nascita di Wenno, ascrivibile verosimilmente alla metà del XII secolo. Si inizia a parlare di lui nel momento in cui acquisì la carica di Gran Maestro nel 1204: entrò a far parte dei portaspada già nel 1202, anno della fondazione dell’ordine religioso cavalleresco ad opera di Albrecht von Buxthoeven. La cronaca rimata di Livonia riferisce che "Winne" aveva costruito i castelli di Segewald e Wenden, oltre a istituire la carica di comandante (Kommende Ascheraden) e ad aver conquistato Kokenhusen. Più o meno negli stessi anni, intorno al 1208 e nel corso della crociata in corso nei Paesi Baltici, Enrico di Livonia lo menziona per la prima volta.
All'inizio del 1209, il maestro fu ucciso da un colpo d’ascia da un cavaliere di nome Wickbert. Le ragioni della lite tra i due sono sconosciute: si sa solo che a seguito di questo evento, Wickbert fu condannato a morte. Il suo successore Volkwin subentrò nella carica di Gran Maestro dei cavalieri portaspada nell’autunno del 1209.